# Parafia św. Józefa Oblubieńca w Hucie Kalnej
Parafia Świętego Józefa Oblubieńca Najświętszej Maryi Panny w Hucie Kalnej – rzymskokatolicka parafia w Hucie Kalnej, sołectwie w gminie Czarna Woda. Należy do dekanatu czerskiego diecezji pelplińskiej. Erygowana w 1979 roku.
Do parafii należą miejscowości: Czarne, Czubek, Klaniny, Lubiki Duże, Lubiki Małe

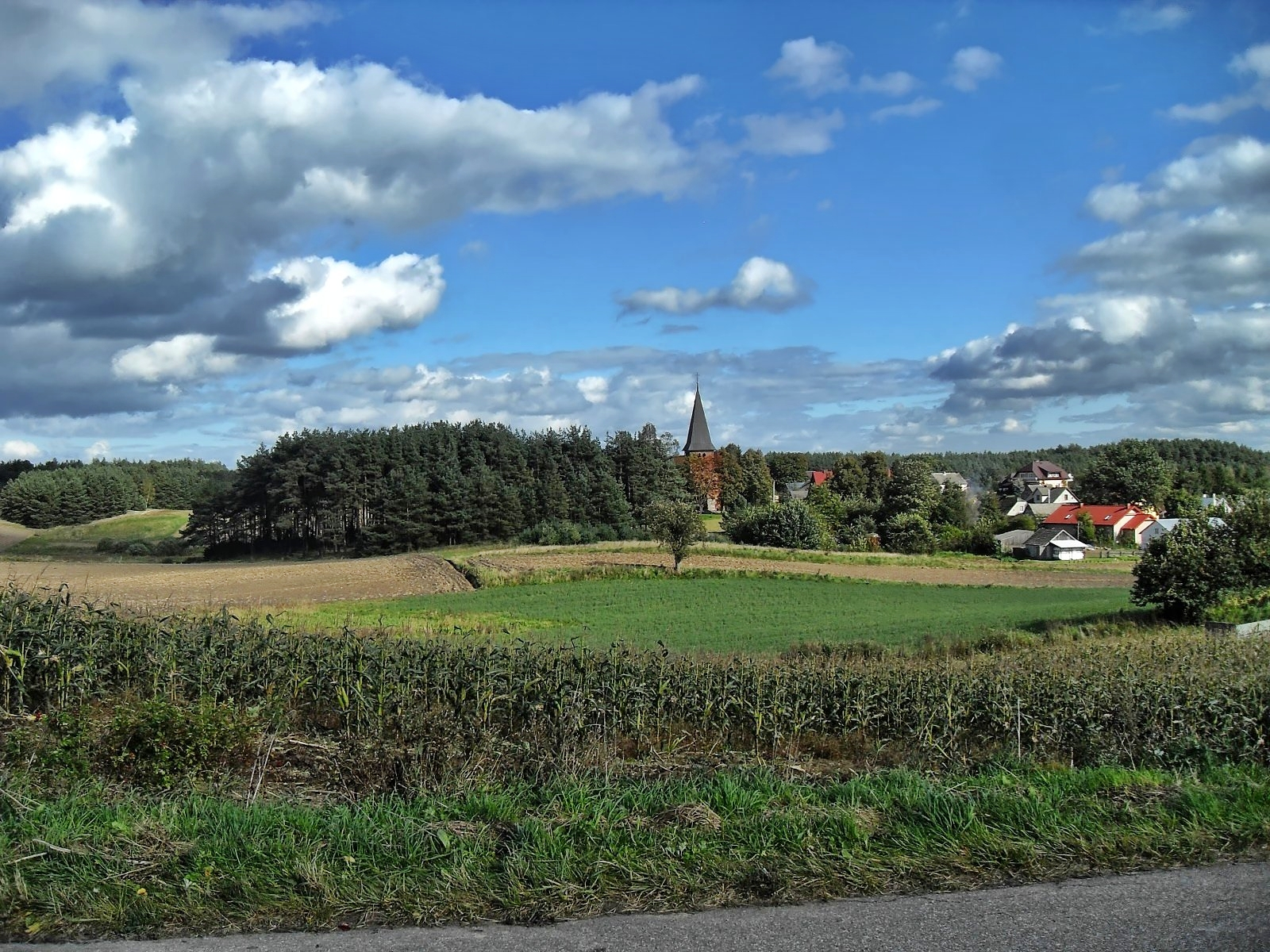
Kościół w Hucie Kalnej

Kościół w Hucie Kalnej został wybudowany  w 1894 r. przez wyznawców ewangelicko-augsburskich, natomiast budynek plebanii został wzniesiony w roku 1907.
Wyznawcy tego kościoła, w większości Niemcy, osiedlili się na tych terenach za sprawą działalności Hakaty, związku wspierającego Niemców na kresach wschodnich.
W czasie II wojny światowej kościół został w połowie zniszczony i przeznaczony był do rozbiórki. Dzięki ofiarności mieszkańców został zrekonstruowany i wyremontowany. 
W 1948 roku ks. Bolesław Meloch ze Zblewa, poświęcił kościół jako filię parafii Piece, a w budynku plebanii urządzono szkołę podstawową, która była czynna aż do 1983 r. 
W 1957 roku ks. bp Kazimierz Kowalski utworzył samodzielny ośrodek duszpasterski.
Rektorami kościoła byli: ks. Edmund Huzarek, ks. Witold Chylewski i ks. Stanisław Szarowski.
15 czerwca 1979 roku, po wcześniejszych próbach likwidacji kościoła przez ówczesne władze komunistyczne, ks. bp Bernard Czapliński eryguje kanonicznie parafię rzymskokatolicką w Hucie Kalnej, mianując jednocześnie proboszczem ks. Stanisława Szarowskiego, dzięki któremu kościół i parafia w Hucie Kalnej nie zostały zlikwidowane.
Kolejnymi proboszczami parafii zostali: ks. Eugeniusz Surgent – (administrator), ks. Mariusz Łącki, ks. Grzegorz Sobota i obecny ks. Marek Łangowski.
Wieloletnim organistą w kościele w Hucie Kalnej był Marian Biesek, pochodzący z pobliskiego Złego Mięsa.

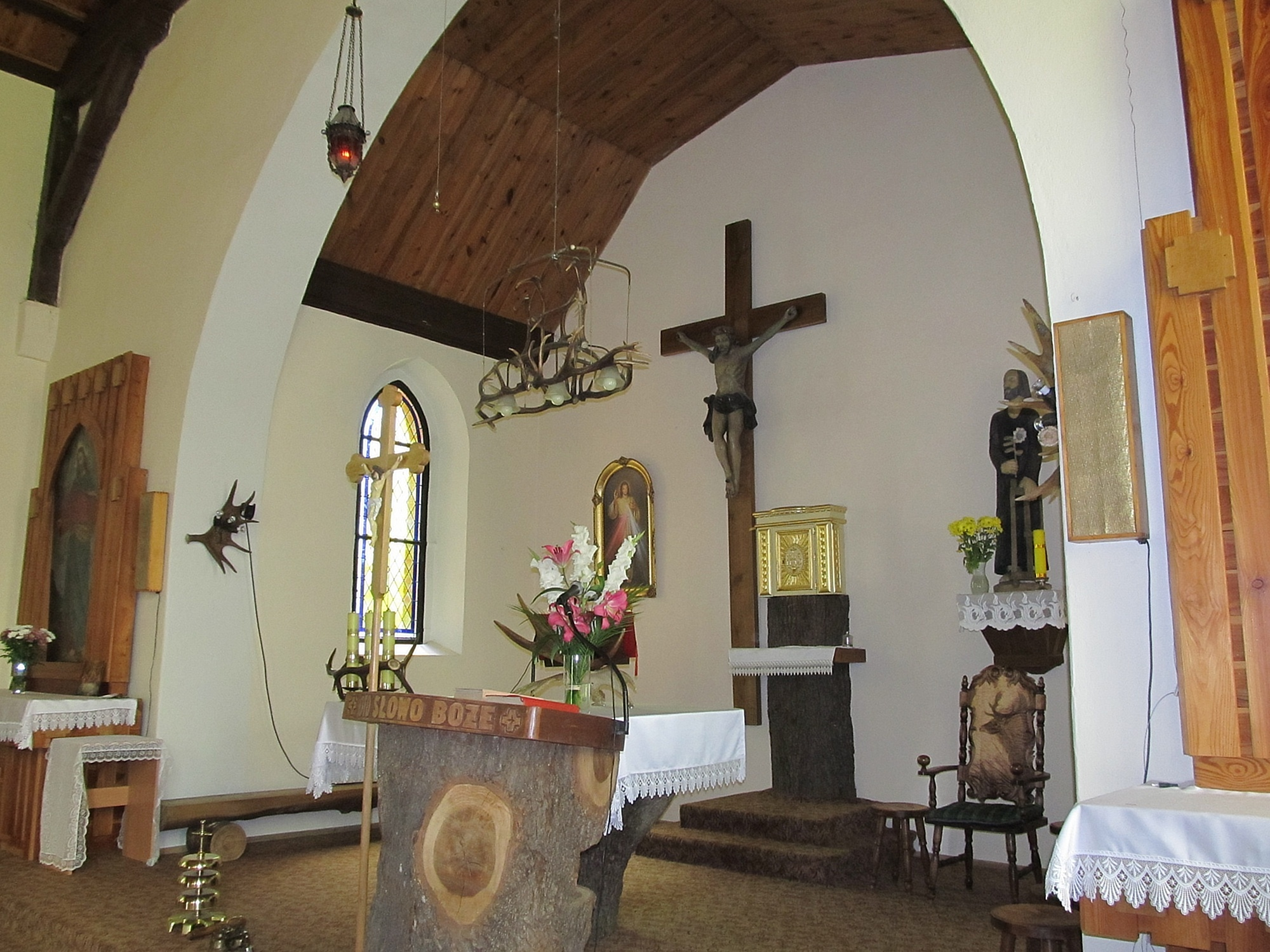

Do zabytków kościoła należą: Figura Pana Jezusa na krzyżu w prezbiterium z I połowy XVII w. i 7-głosowe organy z poł. XIX w. (były już poddane renowacji)
Wewnątrz kościoła znajduje się tablica upamiętniająca ofiary wojny 1939–1945. O historii kościoła można dowiedzieć się z tablicy opisującej jego dzieje, która znajduje się w jego wnętrzu.